# Scorched Earth (Stargate SG-1)
Scorched Earth (Tierra Quemada en Latinoamérica, Tierra Arrasada en España) es el noveno episodio de la cuarta temporada de la serie de televisión de ciencia ficción Stargate SG-1, y el septuagésimo quinto capítulo de toda la serie. 

## Trama
Finalmente y después de una larga investigación de exploración, el SGC encuentra un planeta que posee los requisitos atmosféricos para ubicar a los Enkarans en él. Esta gente es muy susceptible a los efectos de la radiación así que necesitaban un planeta con una alta concentración de ozono. No obstante, luego de dos semanas desde la reubicación, el SG-1 descubre una nave espacial alienígena, que está transformando el planeta completo para una nueva forma de vida, basada en el sulfuro y no en el carbono. Estos cambios matarán a los habitantes cuando lleguen a la aldea, lo que será dentro de un día. Sin embargo, no pueden evacuar a los Enkarans porque son demasiados, y no hay otro mundo apto para ellos. 
Después de que Hammond rechaza intentar destruir la nave, el equipo decide intentar comunicarse con esta, utilizando un radiotransmisor. Al hacerlo, son transportados al interior de la nave, donde son recibidos por un ser biomecánico parecido a un Enkaran, que dice llamarse Lotan. Él les explica que la nave es el último vestigio de una raza ahora extinta conocida como los Gadmeer, a la que él sirve. Los Gadmeer vivieron durante 10 000 años, y eran muy avanzados y amistosos. Antes de extinguirse, crearon esa nave y la llenaron de muestras genéticas de su raza, además de plantas y de animales de su mundo. Las computadoras de la nave fueron llenadas de todo el conocimiento, arte, música y filosofía de los Gadmeer. El ordenador de la nave fue programado para buscar el planeta más conveniente donde la civilización Gadmeer pudiera renacer. Ahora que el proceso de transformación se inició, no puede detenerse y reiniciarse en otro mundo, ya que solo posee la energía necesaria para convertir un mundo. A pesar de esto, O'Neill está decidido a ayudar a los Enkarans, mientras Daniel dice que debe existir una forma de que ambas razas sobrevivan.
Mientras Daniel intenta convencer al Gadmeer que encuentre otro planeta para transformar, O'Neill idea una forma de destruir la nave. Ordena a Carter que sobrecargue el generador de Naquadah que habían regalado a los Enkarans, para ponerlo cerca de la nave y eliminarla. Pronto, Lotan es invitado a conocer a los Enkarans, aunque sigue insistiendo en que no puede comenzar el proceso en otro mundo. Entonces a Daniel se le ocurre preguntar a Lotan que otros mundos él encontró en su búsqueda y descubre que uno de estos planetas era el hogar de los Enkarans. En realidad, los Enkarans a los que ayudó el SG-1, dicen ser solo una parte de su raza, debido a que ellos fueron transportados de su mundo original en naves por los Goa'uld, debido a que no poseía Portal.
En esos instantes, Lotan descubre la bomba de Naquadah y la transporta arriba en la atmósfera, salvando la nave.
Luego Daniel le informa a los demás sobre el planeta Enkaran y estos aceptan ser llevados allí, por la propia nave Gadmeer. Además, Lotan decide ir a vivir con los Enkarans, puesto a que fue creado como uno de ellos, y dice que la nave volverá luego a seguir con la transformación sin él.

## Artistas invitados
- Brian Markinson como Lotan.
- Marilyn Norry como Hedrazar.
- Alessandro Juliani como Eliam
- Rob Court como Caleb
- Nikki Smook como Nikka